# Adelaida de Normandia

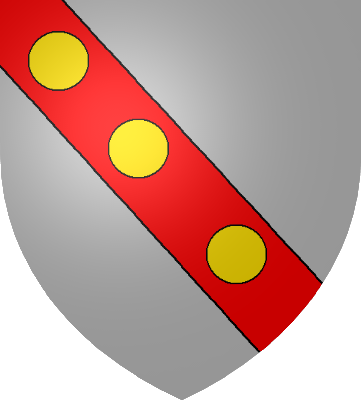
Blazonul conților de Aumale

Adelaida de Normandia (sau Adeliza) (n. cca. 1030 - d. înainte de 1090) a fost sora lui William Cuceritorul și contesă de Aumale cu drepturi depline.

## Viața
Adelaida a fost fiica ducelui Robert I "Magnificul" de Normandia, fiind născută în jurul anului 1030. Elisabeth Van Houts, în articolul său intitulat Les femmes dans l’histoire du duché de Normandie menționează pe contesa Adelaida ca fiind una dintre femeile normande de prestigiu care ar fi exercitat o puternică influență asupra copiilor săi.
Prima căsătorie a Adelaidei a fost cu contele Enguerrand al II-lea de Ponthieu, astfel atrăgând un puternic aliat în Normandia superioară de partea lui ducelui William al II-lea. Însă, cu ocazia conciliului ținut la Reims în 1049, în care căsătoria lui William cu Matilda de Flandra a fost interzisă în baza consanguinității, s-a constatat că același lucru viza și pe contele Eustațiu al II-lea de Boulogne și pe Enguerrand de Ponthieu, care deja se căsătorise cu Adelaide. Căsătoria Adelaidei a fost se pare anulată în jur de 1049-1050, drept pentru care s-a aranjat un alt mariaj pentru ea, de această dată cu contele Lambert al II-lea de Lens, fiul cel mic al lui Eustațiu I de Boulogne, realizându-se o nouă alianță matrimonială între Normandia și Comitatul de Boulogne. Lambert a fost ucis în 1054 la Lille, pe când venise în sprijinul contelui Balduin al V-lea de Flandra împotriva împăratuliu Henric al III-lea. Rămasă văduvă, Adelaida a rezidat la Aumale, probabil parte a zestrei ei de la primul soț, Engurerand, sau parte a unui aranjament după capturarea lui Guy of Ponthieu, fostul ei cumnat. Fiind văduvă, Adelaida a început o retragere cvasireligioasă, fiind implicată într-o relație cu biserica din Auchy, căreia i-a oferit un număr de donații. În 1060, s-a apelat din nou la ea pentru a se realiza o nouă alianță matrimonială, de această dată cu mai tânărul conte Odo de Champagne. Se pare că Odo ar fi fost cumva dezamăgit, dat fiind că contele de Champagne figurează într-un singur hrisov emis de Guillaume Cuceritorul și că nu a primit nicio posesiune în Anglia după cucerirea acesteia de către normanzi.
În 1082 regele William I și regina Matilda au acordat abației Sfintei Treimi din Caen orașul Le Homme din Cotentin, cu o pensie pe viață pentru contesa de Albamarla (Aumale), sora sa. În 1086, ca Comitissa de Albatnarla, așa cum este menționată în Domesday Book, este consemnată ca având numeroase posesiuni atât în Suffolk cât și în Essex, fiind una dintre puținele femei normande care să dețină posesiuni în Anglia cu drepturi depline. De asemenea, i s-a conferit senioria de Holderness, care va fi deținută după moartea ei de către cel de al treilea soț, Odo, care între timp fusese dezmoștenit de posesiunile sale de pe continent (Troyes și Meaux); stăpânirea a trecut ulterior asupra fiului lor, Ștefan. Adelaida a murit înainte de 1090.

## Familia
Adelaida a fost căsătorită în trei rânduru; mai întâi cu contele Enguerrand al II-lea de Ponthieu (d. 1053) cu care a avut o fiică: 
- Adelaida a II-a, contesă de Aumale, căsătorită cu Guillaume de Bréteuil, senior de Bréteuil.[11]

Cu al doilea soț, contele Lambert al II-lea de Lens (d. 1054), a avut de asemenea o fiică:
- Iudith de Lens, căsătorită cu earl-ul de Northumbria Waltheof de Northumbria.[16]

Cel de al treilea soț, din 1060, a fost contele Odo de Champagne (d. după 1096), cu care a avut un fiu:
- Ștefan,[17] care a moștenit stăpânirea asupra Aumale.